# Der Unwiderstehliche (1937)
Der Unwiderstehliche ist ein deutscher Spielfilm aus dem Jahr 1937. Géza von Bolváry führte Regie. Anny Ondra, Hans Söhnker und Erika von Thellmann spielen die Hauptrollen in dieser turbulenten Musikkomödie. Der Verleihtitel in Österreich lautete Mein Verhängnis sind die Frauen.

## Handlung
André Vallier, der Sohn des Strumpffabrikanten Charles Vallier, überwirft sich mit seinem Vater, der nicht einverstanden ist mit seinen ständig wechselnden Frauenbekanntschaften. Der junge Vallier ist das, was man einen „Frauentyp“ nennt. André verlässt Lyon und seine Familie und geht nach Paris. Er will dem Vater beweisen, dass er es auch ohne seine Unterstützung und seinen Namen, der so manche Tür öffnet, schaffen kann. Erst einmal fängt er jedoch bescheiden an und verdingt sich als Portier im Modesalon von Madame Suzanne Midi. Da Madame Midi einen geübten Blick hat, und ihr der junge Mann ausnehmend gut gefällt, steigt er schnell zum Leiter ihrer Modenschauen auf. Und da ist er dann Hahn im Korb bei den sehr hübschen Mannequins.
Eines Tages betritt eine besonders reizvolle Kundin den Modesalon, es handelt sich um die Repräsentantin der Renier-Schuhwerke, Claudette Renier. Durch eine Verkettung von Zufällen hält André die junge Dame für ein Mannequin, und Claudette geht belustigt auf das Spiel ein. Auch im Hinblick darauf, dass ihre Tante ihr den verarmten und nicht gerade jungen Marquis Rossignol als Ehemann zugedacht hat, um sie in den adligen Stand einer Marquise zu befördern, macht es ihr zunehmend Spaß, mit einem jungen charmanten Mann zu flirten. Auch dass André nichts von ihrem Reichtum weiß, gefällt ihr. Die beiden verabreden sich für den Midinettenball. Auch Madame Midi, die selbst ein Auge auf André geworfen hat, ist beim Ball anwesend im Schlepptau den ihr treu ergebenen Pellerine. Dadurch wird es für die beiden etwas schwierig, ihre Zweisamkeit zu leben. Immerhin tanzen sie einen unvergesslichen Walzer auf der Rue de Madeleine. André hofft, von früheren Erfolgen bei Frauen beflügelt, dass es zu einer ersten gemeinsamen Nacht zwischen ihm und Claudette kommen wird. Claudette entzieht sich ihm jedoch charmant.
Verunsichert ruft sie am nächsten Tag gleich in der Früh’ im Modesalon an, wo man ihr aber mitteilt, dass André krank sei. Mit reichlich Medikamenten, Kuchen und Obst eingedeckt, klingelt sie an seiner Tür. André, dem es gut geht, simuliert ein wenig, und genießt, wie fürsorglich sich Claudette um ihn bemüht. Als sie dabei ist Kaffee zu kochen, fragt sie so ganz nebenbei, ob er mit einer Frau, die er liebe, durchbrennen würde, was André bejaht. Er springt auf und fragt Claudette, ob sie mit ihm durchbrennen würde. Beglückt singen beide Ich hab’ kein Schloß und du kein Palais! Als Claudette gerade eine Tasse Kaffee in der Hand hält, umarmt André sie so stürmisch, dass sich der Inhalt der Tasse über ihr Kleid ergießt. André nötigt sie, das Kleid hinter einem Paravent auszuziehen, um es der Portiersfrau zur Reinigung zu bringen. Gerade ist er mit dem Kleid unterwegs, als Madame Midi an der Tür klingelt. Claudette sieht nur den Ausweg, aus dem Fenster zu flüchten, ohne sich bewusst zu machen, dass sie nur ein Hemdchen trägt. So läuft sie einem Schutzmann in die Arme, der sie schnurstracks zum Polizeirevier schleppt. Dort treibt sich gerade ein Reporter herum, für den diese Bilder ein gefundenes Fressen sind. Inzwischen hat André von Madame Midi erfahren, wer Claudette wirklich ist, und hetzt mit ihrem Kleid in der Hand zum Polizeirevier, um ihr beizustehen. Als er der Polizei erklärt, wen sie da festgenommen habe, zieht Claudette den falschen Schluss, dass er von Anfang an wusste, wer sie ist und nur hinter ihrem Geld hergewesen sei. Enttäuscht und wortlos verlässt sie den Ort des Geschehens.
Anderentags kann jeder die leicht bekleidete Claudette in der Zeitung „bewundern“. Auch der Marquis de Rossignol wird mit dem Bild konfrontiert und erklärt ihrer Tante gegenüber, dass er nicht als Gehörnter in die Geschichte seiner Ahnen eingehen wolle, er brauche keine Braut, von der ganz Paris bereits die Farbe ihrer Unterwäsche kenne.
Da Claudettes Tante daraufhin beschließt, dass sie nun den Monsieur André heiraten müsse, fährt André die Retourkutsche, behält seine wahre Herkunft für sich, und präsentiert ihr Verwandte, vor denen Claudette nur noch davonlaufen will. Schon im Brautkleid, wirft sie ihren Brautstrauß hin mit dem Ruf „Nein“, „Nein“, „Nein“ stürmt davon und bittet Charles Vallier, ihr sein vor dem Haus parkendes Auto zur Verfügung zu stellen. Augenzwinkernd meint er, dass sein Sohn, der schon im Auto sitzt, sie ja fahren könne. Claudette ist alles egal und so bittet sie Valliers Sohn, sie nur hier wegzubringen. Da er eine Lederhaube und eine dunkle Brille trägt, die sein Gesicht vollständig verbirgt, weiß Claudette nicht, zu wem sie da ins Auto gestiegen ist. André braust los und erst als sie an einer Tankstelle halten, gibt er sich zu erkennen, und glücklich sinken sich beide in die Arme. Und ihr Auto, das auf einer Hebebühne gelandet ist, erhebt sich langsam in den (siebten) Himmel.

## Hintergrund
Lieder im Film
- Für wen macht eine Frau sich schön? (Foxtrott) gesungen von Anny Ondra
- Auf der Rue Madeleine in Paris (Walzer) gesungen von Anny Ondra und Hans Söhnker
- Mein Verhängnis sind die Frauen (Foxtrott) resp. Mein Verhängnis sind die Männer
- Ich hab’ kein Schloß und du kein Palais! (Foxtrott) gesungen von Anny Ondra und Hans Söhnker

Text aller Lieder von Charlie Amberg, Musik von Franz Doelle

## Produktionsnotizen
Die Dreharbeiten fanden von April 1937 bis zum 1. Juni 1937 statt. Am 28. Juli 1937 wurde der Film mit einem Jugendverbot belegt (B.45825). Uraufgeführt wurde der Film am 20. August 1937 im Gloria-Palast in Frankfurt am Main. Erstaufführungstermin war am 14. Oktober 1937 im Atrium in Berlin. Im Deutschen Fernsehen wurde der Film am 15. Mai 1985 erstmals vom Bayerischen Rundfunk ausgestrahlt.
Produktionsfirma war die Tobis-Magna-Filmproduktion GmbH (Berlin). Die Terra-Filmkunst war für den Kinoverleih in Deutschland verantwortlich. Die Produktionsleitung lag bei Robert Leistenschneider und Veit Massary, für das Szenenbild waren Emil Hasler und Artur Schwarz verantwortlich, Hermann Kugelstadt oblag die Regieassistenz. Die Kostüme stammen von Eleanor Behm und der Ton von Erich Lange. Wolff von Gordon gehörte der Crew als Dramaturg an.

## Kritiken
„Wirklichkeitsferne Unterhaltung mit viel Musik, aber auch ebensoviel Leerlauf. Immerhin: Der Walzer „Auf der Rue Madeleine in Paris“ wurde zum Evergreen.“

„Der Film ist – dank der Natürlichkeit von Anny Ondra … und der Lebendigkeit eines Hans Söhnkers sowie gut besetzter Randfiguren – unwiderstehlich!“